# Christian Norberg-Schulz
Christian Norberg-Schulz (23 de maio de 1926 - 28 de março de 2000) foi um arquiteto, autor, educador e teórico da arquitetura norueguês. Norberg-Schulz fez parte do Movimento Modernista na arquitetura e associado à fenomenologia arquitetônica.

## Carreira
Nas décadas de 1950 e 1960, Norberg-Schulz atuou como arquiteto sozinho e em colaboração com Arne Korsmo, com quem co-projetou as famosas casas geminadas da Planetveien Street, em Oslo, onde ambos moravam com suas respectivas famílias. Norberg-Schulz tornou-se progressivamente desiludido com a prática, assim como seu primeiro livro, "Intentions in Architecture", começou a ganhar aclamação internacional como teórico da arquitetura.  
Seu trabalho teórico posterior das décadas de 1970 e 1980 passou das preocupações analíticas e psicológicas de seus escritos anteriores para a fenomenologia do lugar, e ele foi um dos primeiros teóricos da arquitetura a trazer Martin Heidegger para o campo. No entanto, sua interpretação da fenomenologia de Heidegger tem sido frequentemente criticada. Seu livro Genius Loci: Towards a Phenomenology of Architecture (1979) foi influente na Europa e nas Américas. Ele é reconhecido como uma figura central no movimento da fenomenologia arquitetônica. Ele também é conhecido internacionalmente tanto por seus livros sobre história da arquitetura (em particular arquitetura clássica italiana, especialmente o barroco ) quanto por seus escritos sobre teoria.

## Vida pessoal
Em 1955, casou-se com Anna Maria de Dominicis. Eles tiveram três filhos; dois filhos Erik (1955) Christian Emanuel (1967) e uma filha Elizabeth (1959).

## Livros em inglês
- Intentions in Architecture MIT Press, Cambridge, Mass., 1965.
- Existence, Space and Architecture Praeger Publishers, London, 1971
- Meaning in Western Architecture Rizzoli, New York, 1974.
- Baroque Architecture Rizzoli, Milan, 1979.
- Late Baroque and Rococo Architecture Rizzoli, Milan, 1980.
- Genius Loci, Towards a Phenomenology of Architecture Rizzoli, New York. 1980.
- Modern Norwegian Architecture Scandinavian University Press, Oslo, 1987.
- New World Architecture Princeton Architectural Press, New York, 1988.
- Concept of Dwelling Rizzoli, New York. 1993.
- Nightlands. Nordic Building, MIT Press, Cambridge, Mass., 1997.
- Principles of Modern Architecture Andreas Papadakis Publishers, London, 2000.
- Architecture: Presence, Language, Place Skira, Milan, 2000.